# 哈丽妲·努尔买买提
哈丽妲·努尔买买提（1956年—），新疆伊宁人，乌孜别克族，中华人民共和国政治人物、第十一届全国人民代表大会新疆地区代表。
毕业于中国社会科学院研究生院货币银行学专业，是中共党员。担任新疆维吾尔自治区贸易行业管理办公室副主任。2008年起担任全国人大代表。